# 汉堡航空
汉堡航空，全称汉堡航空有限公司（德語：Air Hamburg Luftverkehrsgesellschaft mbH）是一家基地位于汉堡的德国航空公司。汉堡航空提供往来北海上德国岛屿的包机服务以及部分国际航班。

## 公司架构
自2001年四月起两个年轻的企业家Floris Helmers和Alexander Lipsky便尝试开展飞行学校业务。这家中型企业雇用了54名员工并拥有25架飞机，这个公司包含了以下四个子业务：

### 汉堡航空
利用自有的机队，包括Britten-Norman Islander以及塞斯纳172SP型客机，汉堡航空得以提供定期的载客服务往来基地机场汉堡于特森机场或汉堡－福特斯比尔机场以及北海部分岛屿。

### 汉堡航空私人飞机
汉堡航空拥有部分可以飞往任何航点的Cessna Citation Bravo系列私人飞机。这款飞机最高拥有2500海里的航程，最快时速可达500英里每小时。

### skywriter咖啡厅
汉堡航空在汉堡福特斯比尔机场附近的航空中心经营了一家咖啡厅。这家咖啡厅亦被用作汉堡航空的独家休息室。

### 汉堡航空学校
汉堡航空学校是德国最大的认证飞行学校之一，为私人及商业飞行员提供训练。汉堡航空学校提供 PPL (A), IR (A), CPL (A) and ATPL (A)五种执照的训练课程。航校全年运营，平均每年约有100人从该校获得飞行执照。

## 机队
截至2018年11月，汉堡航空共有如下机队：
- 1架Cessna Citation CJ3
- 2架Cessna Citation CJ2+
- 7架Cessna Citation XLS+
- 13架莱格赛600/650
- 2架Embraer Phenom 300（英语：Embraer Phenom 300）